# گرین‌فوت
Greenfoot یک محیط تعاملی برای توسعه برنامه‌های جاوا است که برای اهداف آموزشی در دبیرستان و سالهای اول دانشگاه ایجاد شده است. این اجازه می‌دهد تا برنامه‌های دو بعدی و برنامه‌های گرافیکی مانند شبیه‌سازی و بازی‌های تعاملی را به آسانی ایجاد کرد.
Greenfoot در حال توسعه و نگهداری توسط دانشگاه کنت و با پشتیبانی اوراکل است. این نرم‌افزار آزاد منتشر شده تحت مجوز GPL بوده که بر روی سیستم عامل‌های مختلف از جمله ویندوز، OS X، لینوکس، سولاریس و هر سیستم عاملی با JVM‌های جدید قابل اجراست.

## مدل برنامه‌نویسی
مدل برنامه‌نویسی Greenfoot متشکل از یک کلاس World (ارائه شده توسط یک صفحه نمایش مستطیل شکل منطقه) و هر تعداد از اشیاء actor است که می‌توانند به طور مستقل از هم عمل کنند. جهان و بازیگران توسط اشیاء جاوا تعریف می‌شوند و Greenfoot متدهایی را در اختیار می‌دهد که برای جنبش، چرخش، تغییر ظاهر و تشخیص برخورد بازیگران مورد استفاده قرار می‌گیرد